# Olga Hoffmann-Canstein
Olga Baronin von Hoffmann-Canstein, geb. Canstein (* 4. November 1872 in Lemberg; † 4. Mai 1948 in Graz), war eine österreichische Blumenmalerin.

## Leben
Olga von Canstein war eine Tochter des Juristen Raban von Canstein sowie Enkelin der Miniaturmalerin Maria Freifrau von Canstein († 1893). 1880 kam sie mit ihren Eltern nach Graz. Dort besuchte sie ab 1886 die steiermärkische Landeskunstschule bei den Malern Heinrich Schwach und Hermann von Königsbrunn. In den Jahren um 1885 bis 1890 hielt sich Olga von Canstein mit ihrer Familie im Sommer am Iselsberg in Tirol auf. Dort hatte sie Kontakt zu dem Maler Franz Defregger, der ihr anbot, sie in München zu unterrichten, was ihre Eltern jedoch ablehnten. 1893/1894 war sie eine Privatschülerin Karl Kargers in Wien. Danach setzte sie ihre Studien in Graz bei Alfred Schrötter von Kristelli, Anton Marussig und Alfred Zoff fort.
Nachdem Olga Hoffmann-Canstein 1895 den promovierten Rechtsanwalt J. Hoffmann geheiratet hatte, ließ ihre künstlerische Aktivität bis zu seinem Tod 1904 vorübergehend nach. 1909 stellte sie erstmals im Wiener Künstlerhaus aus. Seitdem nahm sie an Ausstellungen in Österreich, München und Florenz teil. Mehrfach beschickte sie Expositionen der Genossenschaft bildender Künstler Steiermarks und des Österreichischen Künstlerbundes in Wien, dessen ordentliches Mitglied sie war.
Olga Hoffmann-Canstein lebte lange Zeit in der Schlögelgasse 9 in Graz. Sie starb 1948 im Alter von 75 Jahren und wurde auf dem Friedhof St. Leonhard beigesetzt.

## Werk

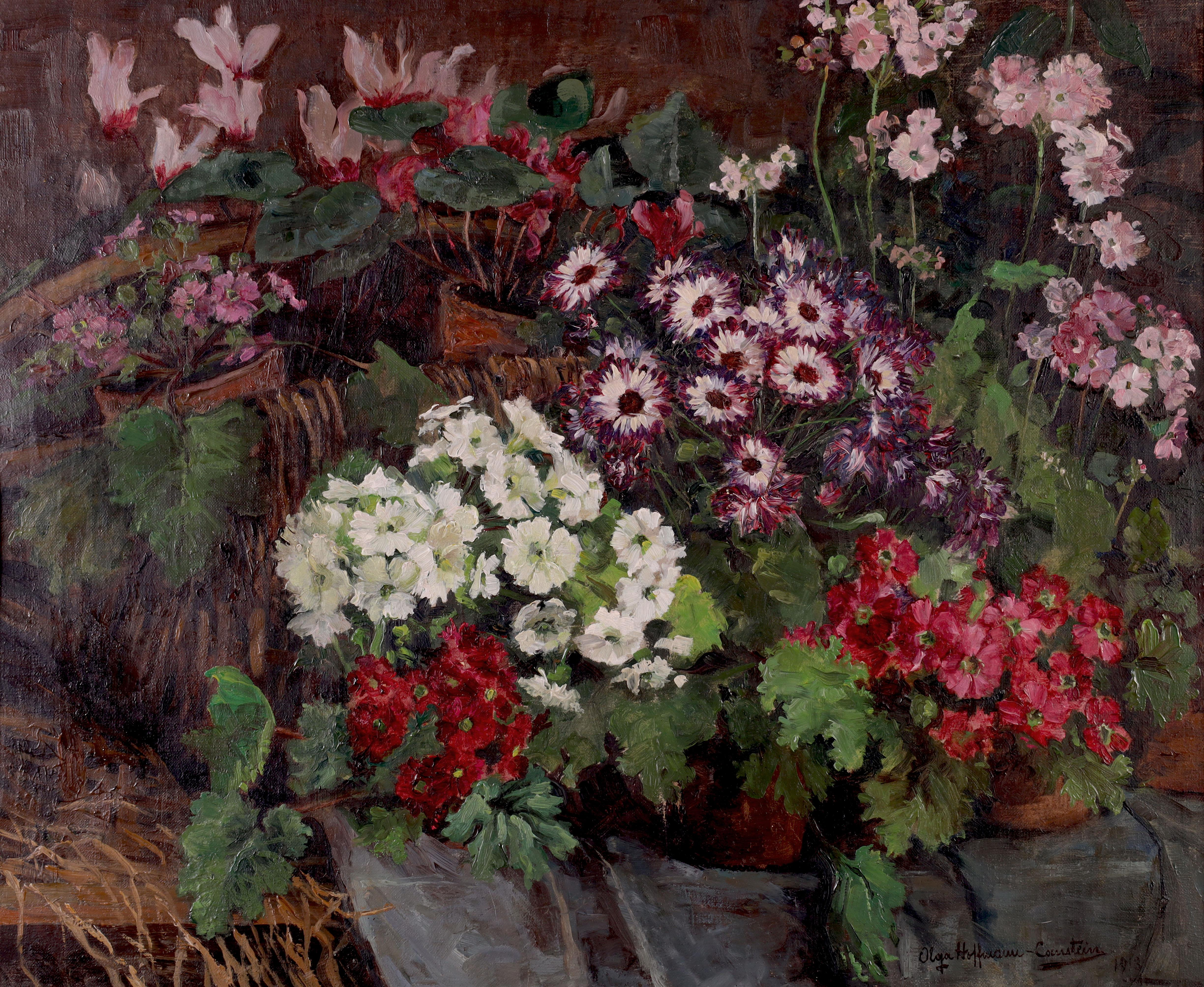
Ölgemälde Bunte Blumen (1913)

Olga Hoffmann-Canstein malte atmosphärische, farbig fein abgestimmte Blumenstillleben. Dabei entwickelte sich ihr zunächst realistischer Stil bald zu einer zum Teil stark plakativ abstrahierten Malweise. Zu ihrem Gesamtwerk gehören auch Landschaften.
Bruno Binder bezeichnete Olga Hoffmann-Canstein und Susi Sing 1917 in einem Beitrag über Kunst in der Steiermark als beste Vertreterinnen der Blumenmalerei, die von ihnen beiden „mit Liebe und ebensoviel Talent und Geschicklichkeit gepflegt“ werde.
Werke (Auswahl)
- Herbststrauß, 1911 Ausstellung Wiener Künstlerhaus[6]
- Margueriten, Kornblumen und Zyklamen, Öl, 1911 Ausstellung Österreichischer Künstlerbund[7]
- Pfingstrosen und Cenerarien, Öl, 1911 Ausstellung Österreichischer Künstlerbund[8]
- Bunte Blumen, 1913, handsigniert und datiert „Olga Hoffmann-Canstein 1913“, Öl auf Leinwand, 53 × 65 cm[9]
- Motiv aus der Fürst Thurn-Taxischen Schloßkirche in Duino, Chrysanthemen und Bonzen und Wilde Astern, Öl, 1913 Ausstellung Österreichischer Künstlerbund[10]
- Levkojen und Pfingstrosen, 1916 Ausstellung Kunstverein Baden[11]
- Waldenzian, 1930 Ausstellung der Genossenschaft bildender Künstler Steiermarks[12]
- Frühlingsblumen, 1934 Ausstellung der Genossenschaft bildender Künstler Steiermarks[13]

## Ausstellungen (Auswahl)
- 1909, 1911: Wiener Künstlerhaus
- 1911, 1913, 1915, 1916, 1917: Österreichischer Künstlerbund, Wien
- 1911: Oberösterreichischer Kunstverein, Linz
- 1913: Kunstverein Kärnten
- 1913, 1919, 1923, 1925, 1927, 1930, 1934, 1935, 1947: Genossenschaft bildender Künstler Steiermarks, Graz
- 1916: Badischer Kunstverein
- 1928: Steirische Jubiläums-Kunstschau, Graz